# Kungliga Vetenskaps-Societeten i Uppsala
Kungliga Vetenskaps-Societeten i Uppsala er et svensk videnskabsakademi.
Vetenskapssocieteten har sin oprindelse i det af universitetsbibliotekar Erik Benzelius den yngre i 1710 stiftede Collegium curiosorum, i 1719 omdannet til Societas literaria Sueciæ, senere Societas regia literaria et scientiarum. Selskabet udgav fra 1720 sine Acta literaria Sueciæ, senere Acta Societatis regiæ scientiarum Upsaliensis, som indtager en betydningsfuld plads i den svenske lærdomshistorie. Selskabet, der stadig udgiver videnskabelige afhandlinger, er fordelt på 50 svenske og 100 udenlandske medlemmer og delt i 3 sektioner, en for fysik og matematik, en for naturhistorie og medicin samt en for historie og arkæologi.